# Фисон

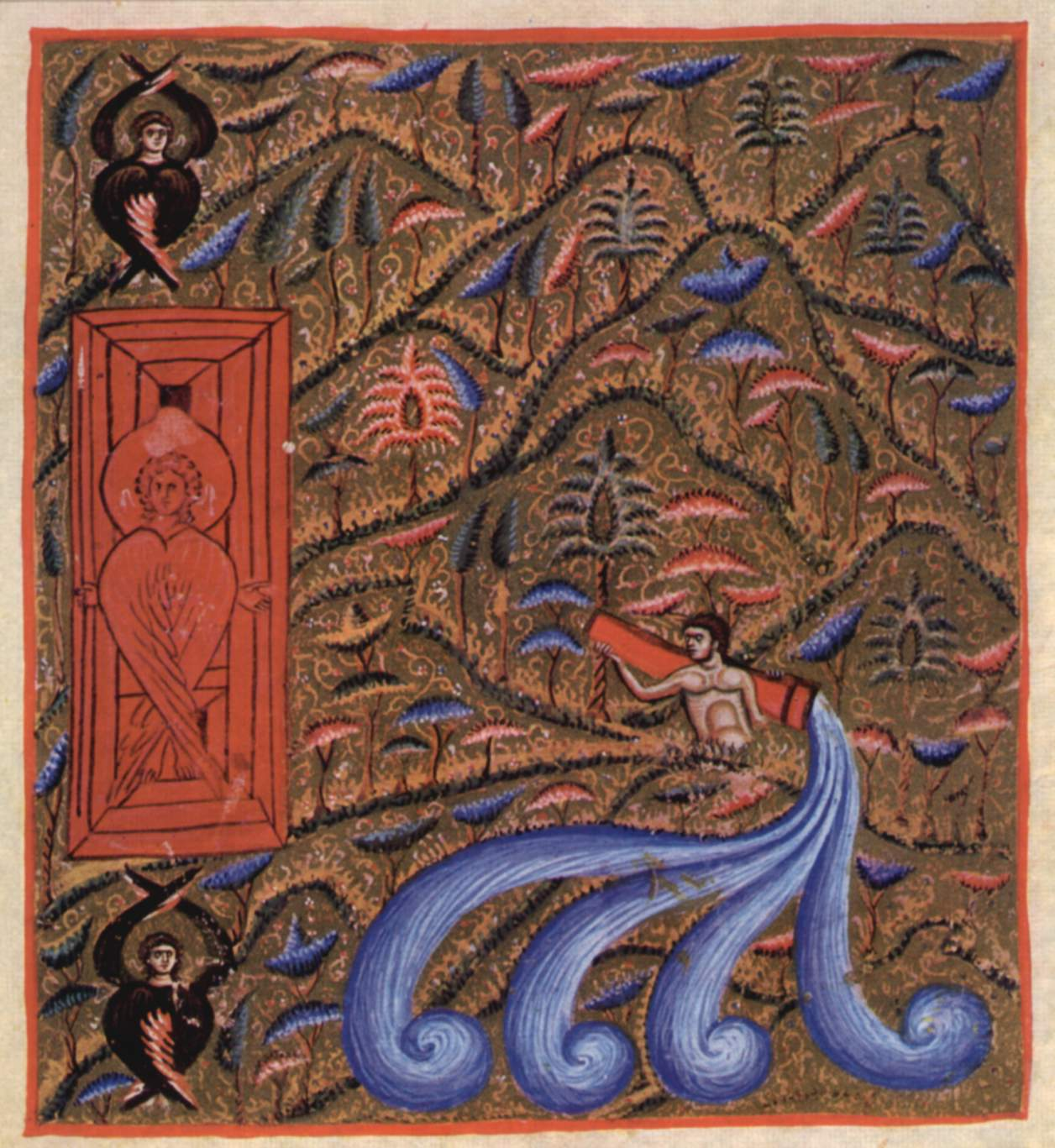
Рисунок XII века, изображающий четыре реки, вытекающие из райского сада.

Фисон (в славянской Библии), или Пишон (ивр. פישון‎; в Септуагинте: др.-греч. Φεισών и Φισών), — в Библии первая из четырёх рек (Быт. 2:11-12), вытекавших из Эдема. Согласно тексту Библии, река Фисон окружала всю золотоносную страну Хавилу. Также упоминается в книге Премудрости Иисуса, сына Сирахова (Сир. 24:25).

## Реки, вытекавшие из Эдема
«Из Едема выходила река для орошения рая; и потом разделялась на четыре реки» (Быт. 2:10-14):
1. Фисон — «обтекает всю землю Хавила, ту, где золото; и золото той земли хорошее; там бдолах и камень оникс»;
2. Гихон — «обтекает всю землю Куш»;
3. Хиддекель (Тигр) — «протекает пред Ассирией»;
4. Евфрат.

## Гипотезы о местонахождении
Восточные отцы отождествляли Фисон с Гангом, Козьма Индикоплевст — с Индом.
Саадия Гаон и Раши отождествляют Фисон с Нилом, Адриан Реланд (англ. Adriaan Reland) отождествлял Фисон с рекой Фасис древних писателей, — впадавшей в Чёрное море с востока (вероятно, нынешняя Риони в Грузии).
Теодор Прессель (Theodor Pressel) считал, что Фисон и Гихон являлись двумя восточными притоками реки Шатт-эль-Араб: Карун (= Фисон) и Керхе (древн. Choaspes — Гихон).
Делич же полагал, что Фисон было названием западного канала Евфрата — Pallopas, на котором в древности находился город Ур.
Географическое месторасположение Эдема /райский сад в Библии (Быт. 2:8)/ трактуется Армянским нагорьем, около истоков рек Тигр и Евфрат. /см. Thomas Nelson. Nelson's Complete Book of Bible Maps and Charts, 3rd Edition. — Thomas Nelson, 2010/. На основании вышеизложенного, естественно две другие реки: Гихон и Фисон, также должны были брать начало из Армянского нагорья. Предполагают, что эти реки Кура и Аракс, впадающая в Каспийское море. Поскольку Аракс больше соответствует названию реки <Ф(а)исон>, а Г(к)ихон по реке <К(г)ура>, поэтому, скорее всего, речь идет о реке Аракс. Французский картограф Робер Вугонди (1688-1766), создал свою “Карту средневекового мира” в лучших европейских традициях. На ней он показал страны Среднего Востока и Южного Кавказа. <Малый карманный атлас> Вугонди был издан в 1762 году. В пределах Армении подписаны гора Арарат, реки Евфрат и Тигр. Аракс имеет второе название <Фисон>.